# 壞痞子
《壞痞子》（法語：Mauvais Sang）是1986年的電影作品，為法國導演李歐·卡霍執導的第二部長片，本片獲選為第37屆柏林影展正式競賽片，並獲得亞佛雷德鮑爾獎。

## 劇情
艾力克斯的父親被推下月台而慘死，與他許久沒聯絡的艾力克斯被父親同黨朋友找去，原來彼時世界流行神秘疾病STBO，感染那些只有做愛而沒有愛的人；父親同夥希望艾力克斯能夠協助他們偷取剛研發的STBO抗體，艾力克斯離開了他的女友麗絲，沒想到卻在小偷集團處認識了令他心動的女孩安娜。

## 演員
- 丹尼·拉馮 - 艾力克斯
- 茱麗葉·畢諾許 - 安娜
- 米歇爾·皮可利（法语：Michel Piccoli） - 馬克
- Hans Meyer - 漢斯
- 茱莉·蝶兒 - 麗絲

## 獎項
| 獎項             | 獎項             | 受獎者               | 階段／結果 |
| ---------------- | ---------------- | -------------------- | ---------- |
| 第37屆柏林影展   | 金熊獎           | 李歐·卡霍 《壞痞子》 | 提名       |
| 第37屆柏林影展   | 亞佛雷德鮑爾獎   | 李歐·卡霍 《壞痞子》 | 獲獎       |
| 第12屆凱薩電影獎 | 最佳女主角       | 茱麗葉·畢諾許        | 提名       |
| 第12屆凱薩電影獎 | 最有潛力女演員獎 | 茱莉·蝶兒            | 提名       |
| 第12屆凱薩電影獎 | 最佳攝影         | Jean-Yves Escoffier  | 提名       |
| 路易·德呂克獎    | 最佳影片         | 《壞痞子》           | 獲獎       |

## 外部連結
- 互联网电影数据库（IMDb）上《壞痞子》的资料（英文）